# بسلان ۶۳۷۴
سیارک ۶۳۷۴ (به انگلیسی: 6374 Beslan، نامگذاری:1986PY4) شش هزار و سیصد و هفتاد و چهارمین سیارک کشف شده‌است که در ۸ اوت ۱۹۸۶ کشف شد.
قدر مطلق سیارک برابر ۶۱.۶ است.